# Bernhard Lohmüller
Bernhard Lohmüller (* 25. Oktober 1891 in Donnerschwee/Oldenburg; † 2. März 1952 in Bremerhaven) war ein deutscher Politiker der SPD.

## Leben
Als Beruf erlernte Lohmüller Dreher und Maschinenbauer. 1908 wurde er Mitglied der Sozialistischen Arbeiterjugend und 1916 der SPD. Ab 1910 war er in der freien Gewerkschaftsbewegung aktiv. 1945 wurde er Vorsitzender des DGB in Bremerhaven und 1946 Ratsherr und Mitglied der Bremischen Bürgerschaft. Von der ersten Bundestagswahl 1949 bis zu seinem Tode war er Bundestagsabgeordneter. Er vertrat den Wahlkreis Bremerhaven – Bremen-Nord im Parlament.